# Bessens
Bessens là một xã của tỉnh Tarn-et-Garonne, thuộc vùng Occitanie, miền nam nước Pháp.

## Di tích

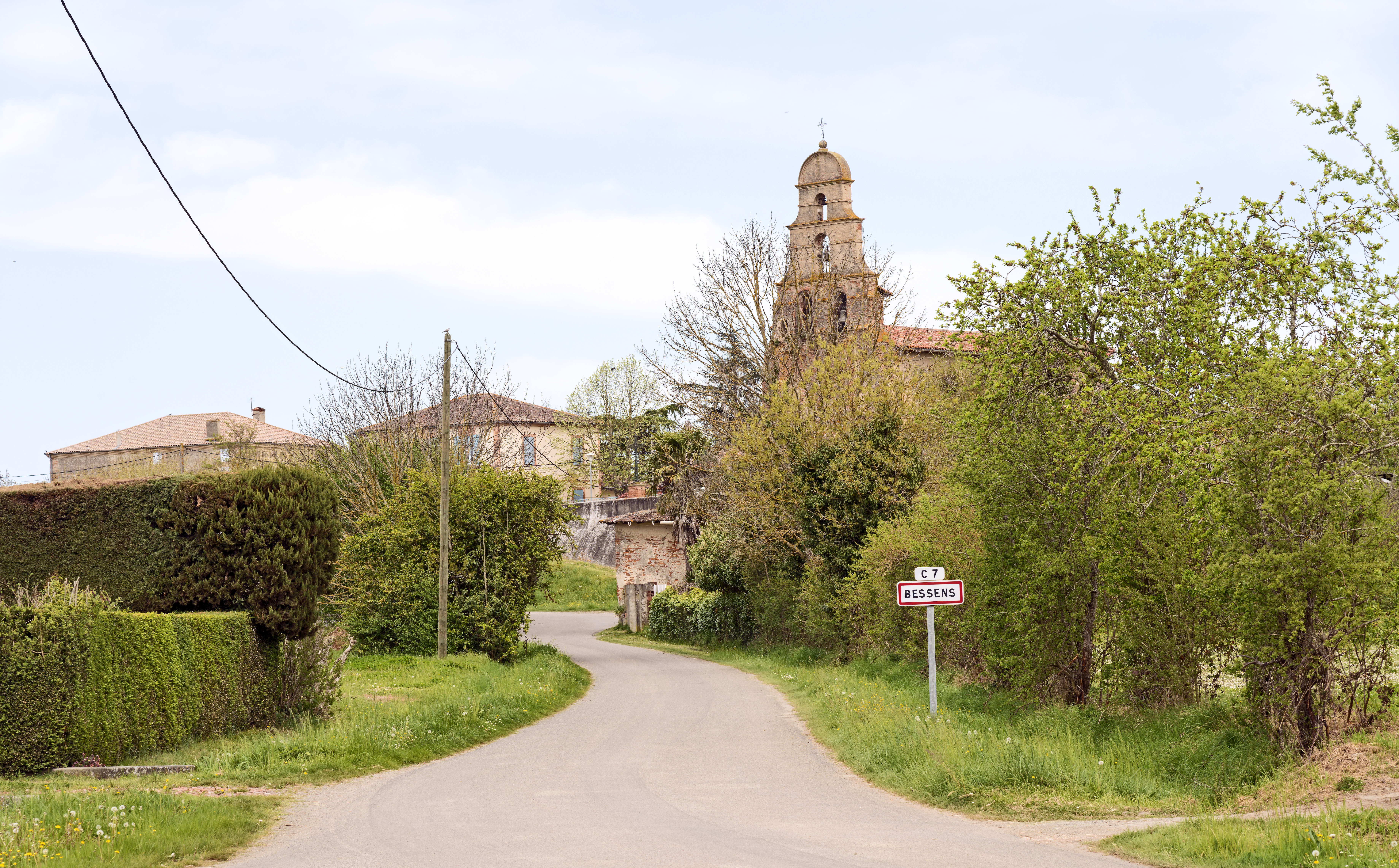
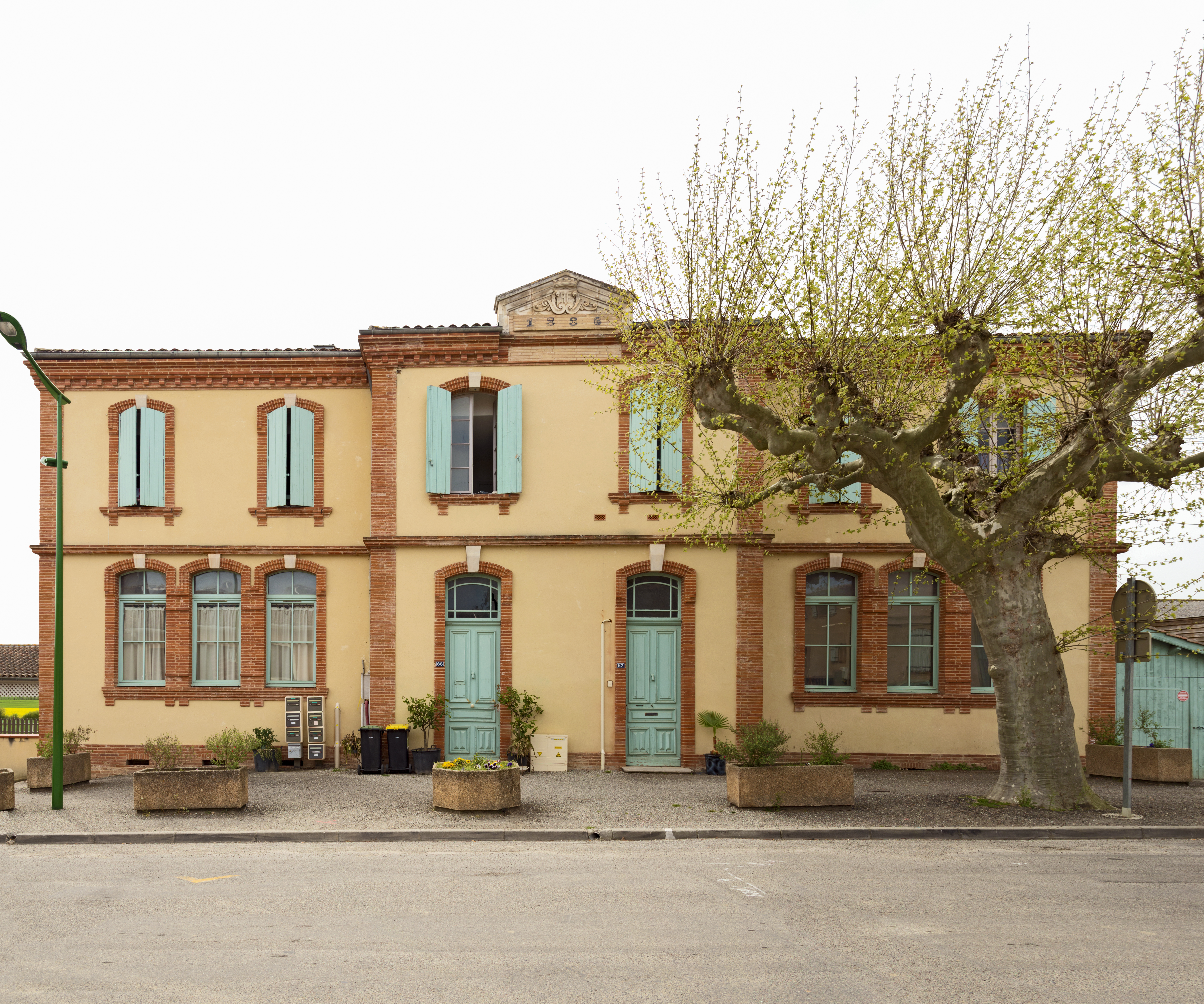
Town hall.
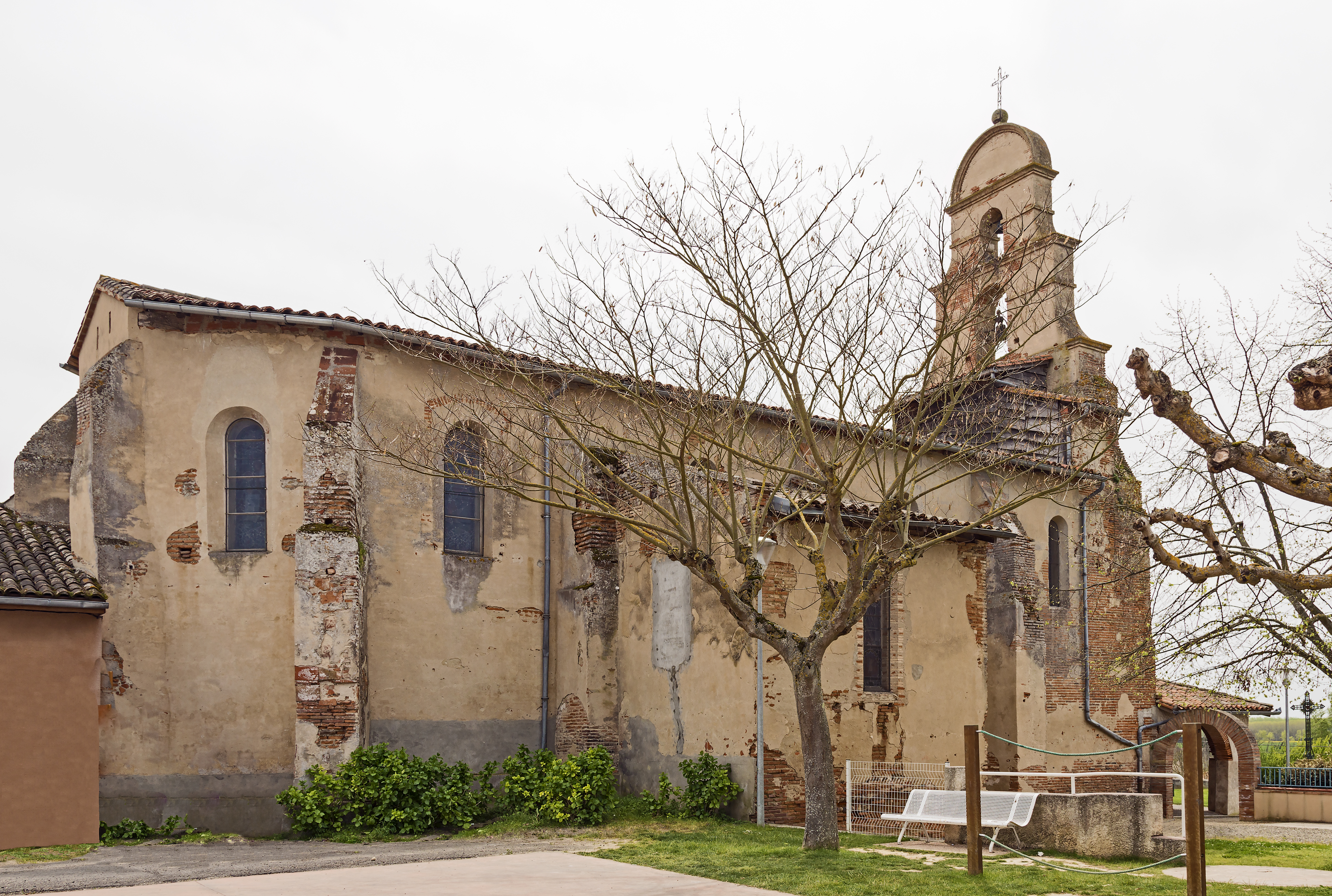
Nhà thờ.
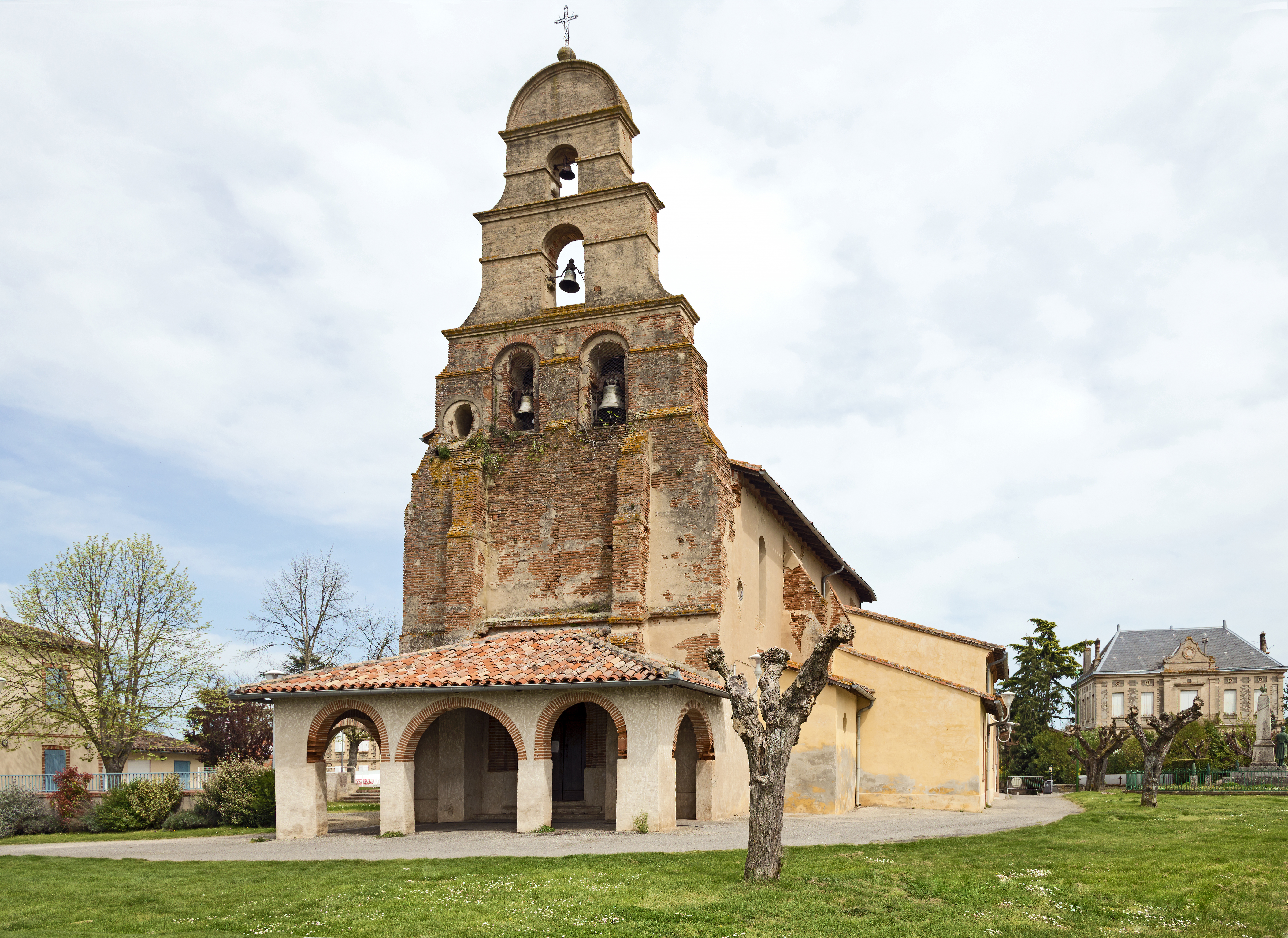
Tháp chuông.
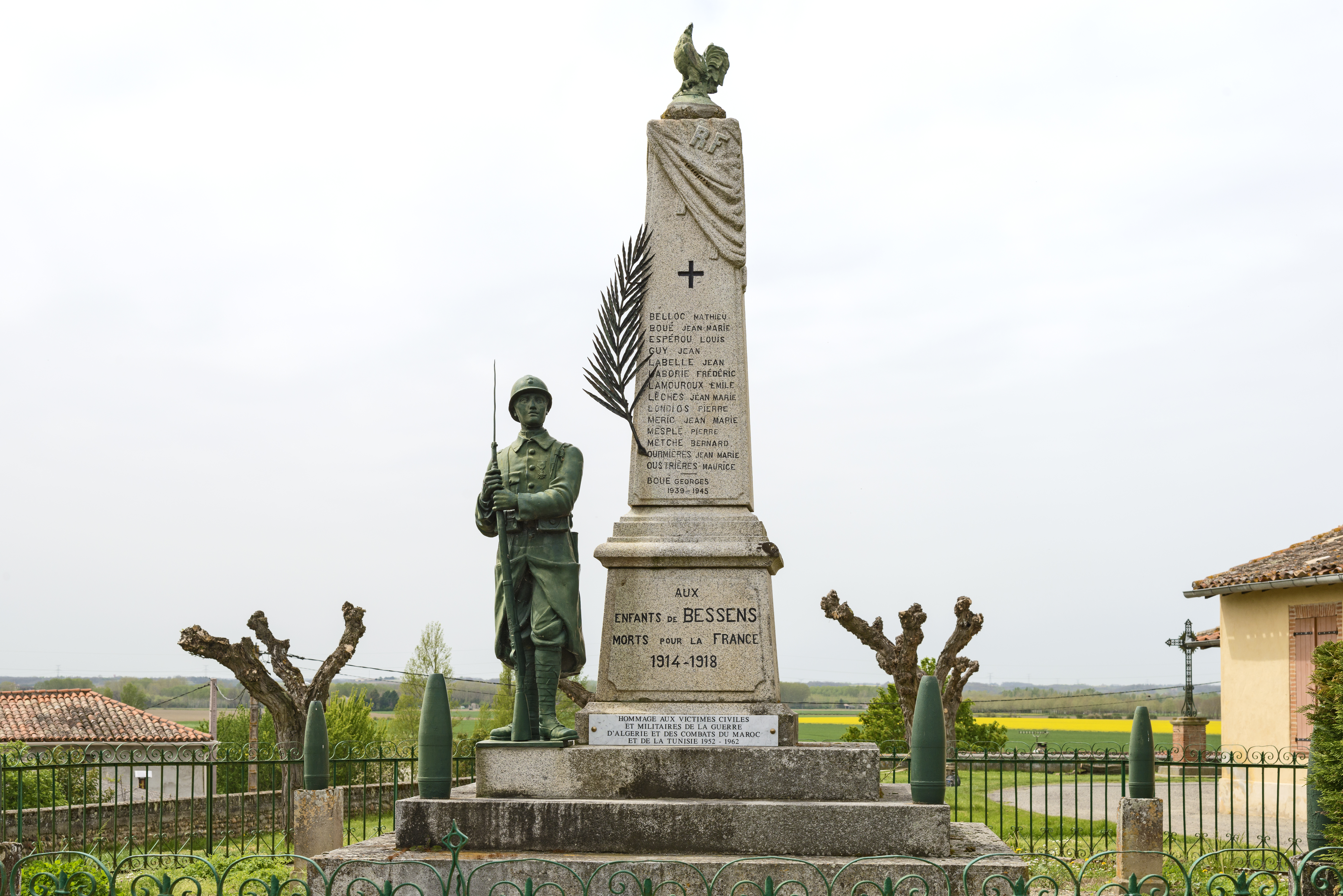
Tưởng niệm chiến tranh.